# Akcja „Burza” w Okręgu Radom-Kielce Armii Krajowej

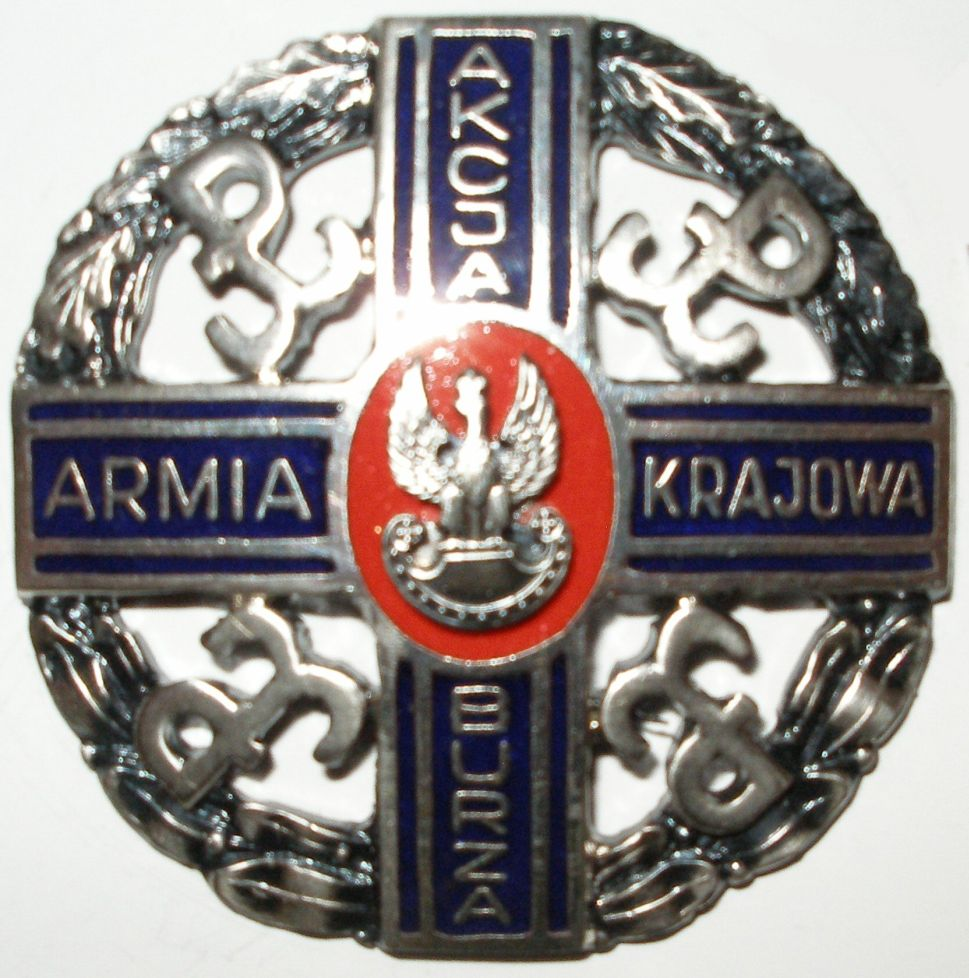
Odznaka AK przyznawana za udział w akcji „Burza”

Akcja „Burza” w Okręgu Radom-Kielce Armii Krajowej – część akcji wojskowej zorganizowanej i podjętej przez oddziały Armii Krajowej przeciw wojskom niemieckim w końcowej fazie okupacji niemieckiej, bezpośrednio przed wkroczeniem Armii Czerwonej, prowadzona w granicach II Rzeczypospolitej.
Akcja „Burza” w Okręgu Radom-Kielce Armii Krajowej rozpoczęła się 1 sierpnia i trwała do 6 października 1944. Planowano odtworzyć 2, 7 i 28 Dywizję Piechoty oraz 4 zgrupowania brygad piechoty. Nadano jej kryptonim „Deszcz”.
Jej zadaniem było ułatwić Armii Czerwonej opanowanie lewego brzegu Wisły i większych miast Kielecczyzny. Zakładano obronę mostów na Wiśle, zakładów zbrojeniowych w Starachowicach i Skarżysku-Kamiennej. Planowano stosować silną działalność dywersyjną na szlakach komunikacyjnych.

## Walki
Utworzenie przez Armię Czerwoną przyczółków pod Magnuszewem i Sandomierzem spowodowało, że oddziały AK inspektoratu radomskiego i sandomierskiego zaczęły działać na ich korzyść.
W obwodzie kozienickim batalion kpt. Romana Siwka – „Heleny” dostarczył oddziałom 8 Gwardyjskiej Armii środki przeprawowe. Opanowanie stacji Grabów, Strzyżyna i Dobieszyn ułatwiło znacznie uchwycenie i poszerzenie przyczółka warecko-magnuszewskiego.
Oddziały 2 i 3 pułku piechoty 2 DP swymi działaniami ubezpieczały przeprawę pierwszych oddziałów sowieckich na przyczółek sandomierski. 
Kontruderzenie Niemców w nocy z 31 lipca na 1 sierpnia odparło zgrupowanie 2 pp kpt. „Siwego” (Michała Mandziary) broniące brzegu Koprzywianki od Borku Klimontowskiego do Gieraszowic. Ułatwiło to oddziałom Armii Czerwonej utrzymanie przyczółka.
30 lipca w rejonie Pielaszów-Wesołówka walczył z Niemcami batalion kpt. Ignacego Zarobkiewicza – „Swojaka”. Został rozbity, a straty własne wyniosły 60 ludzi.
3 batalion 2 pp kpt. Stefana Kępy „Pochmurnego”, współdziałając z sowieckimi wojskami pancernymi, 30 lipca i 3 sierpnia opanował Staszów.
2 i 3 pułk wyzwoliły wsie Wszachów, Szumsko, Zbelutka i Radostów. 5 sierpnia pododdziały 2 pp we wsi Ceber rozbiły batalion Wehrmachtu. Zginęło 31 Niemców, a 19 wzięto do niewoli.
W obwodzie Busko wsparcie czołówki Armii Czerwonej oraz oddziałów Batalionów Chłopskich pozwoliło miejscowym oddziałom Armii Krajowej dowodzonym przez mjr Wacława Ćmakowskiego na przejściowe wyzwolenie Buska Zdroju.

## Na pomoc Warszawie
14 sierpnia dowódca Armii Krajowej gen. Tadeusz Komorowski „Bór” zarządził realizację „Zemsty”, czyli marsz uzbrojonych oddziałów na pomoc walczącej Warszawie. Akcja „Deszcz” została zawieszona.
Sformowany Kielecki Korpus Armii Krajowej pod dowództwem płk. Jana Zientarskiego „Mieczysława” liczył 6 430 ludzi. 21 sierpnia, w czasie koncentracji oddziałów, 4 pp mjr. Józefa Włodarczyka „Wyrwy” wystąpił w obronie pacyfikowanej wsi Antoniów. 27 sierpnia batalion 172 pp pod Ciechostowicami wyszedł z okrążenia niemieckiego.
Będący już w marszu korpus zatrzymano. Jego dowództwo, po przeanalizowaniu sił nieprzyjaciela na trasie przemarszu do Warszawy, własnych stanów uzbrojenia i wyposażenia, doszło do wniosku, że akcja obarczona jest zbyt dużym ryzykiem i nie gwarantuje powodzenia. W tej sytuacji rozwiązano Korpus Kielecki.

## Powrót do Burzy
Po rozwiązaniu korpusu powrócono do wykonywania „Burzy”. Planowano opanowanie Kielc lub Radomia, a w rozszerzonej wersji Częstochowy i Skarżyska Kamiennej.
Do wykonania zadań utrzymano w pełnej gotowości zgrupowania pułkowe i dywizyjne. 7 DP odeszła do inspektoratu częstochowskiego, 2 DP pozostawała na terenie inspektoratu kieleckiego, 25 i 72 pp ześrodkował się w lasach przysuskich.
2 Dywizja Piechoty do końca września prowadziła działania partyzanckie całością sił. 26 sierpnia uderzyła na baterię artylerii w Dziebałdowie. 2 i 3 września stoczyła walki z oddziałami niemieckimi pacyfikującymi Radoszyce i Grodzisko. 10 września zaatakowała Niemców we wsi Krasna. 13 września walczono pod Miedzierzą i Trawnikami. Kolejne potyczki to: 17 września pod Szewcami, 18 września w lasach stanisławickich, 26 września pod Radkowem, 27 września pod Zakrzowem oraz 28 września w Ludyni.
Od końca października dywizja działała metodą samodzielnych pododdziałów partyzanckich.
1 batalion 2 pp kpt. Eugeniusza Kaszyńskiego – „Nurta” 29 i 30 października stoczył walki pod Lipnem i Chotowem. 2 batalion 2 pp kpt. Tadeusza Strusia – „Kaktusa” 18 listopada walczył w lasach starachowickich. 3 pp kpt. Antoniego Hedy – „Szarego” 6 października prowadził działania bojowe koło gajówki Piecyki, a 3 listopada koło Huty w lasach przysuskich. W następnych dniach w lasach niekłańskich.
27 i 74 pułki piechoty 7 DP po powrocie do swoich macierzystych rejonów stosowały zasadzki: 30 sierpnia pod Rudą Maleniecką, 10 września pod Brześciem i 28 września w Kamieńsku oraz 15 października w Nowym Kamieńsku.
27 września pododdział 74 pp mjr. Adama Szajny – „Roztoki” pod Krzepinem wziął do niewoli 99 jeńców.
Przebywający 26 września w lasach przysuskich 72 pp i 25 pp stoczyły całodzienny bój z jednostkami Wehrmachtu i SS, a następnego dnia zaatakowały posterunek żandarmerii w Przysusze. 6 października pod Eugieniowem jeden z pododdziałów 3 pp Leg. walczył z niemiecką kompanią 790 batalionu.
W październiku „Burza” została wstrzymana. Dowództwo nakazało ograniczyć wystąpienie zbrojne. Nastąpiła demobilizacja pułków i batalionów 2, 7 DP oraz 72 pp. Oddziały partyzanckie pozostawiono w formie szkieletowej.